# HMS Colossus (1910)
O HMS Colossus foi um couraçado operado pela Marinha Real Britânica e a primeira embarcação da Classe Colossus, seguido pelo HMS Hercules. Sua construção começou em julho de 1909 na Scotts Shipbuilding and Engineering Co. e foi lançado ao mar em abril de 1910, sendo comissionado na frota britânica em agosto de 1911. Era armado com uma bateria principal composta por dez canhões de 305 milímetros montados em cinco torres de artilharia duplas, tinha um deslocamento de mais de 23 mil toneladas e conseguia alcançar uma velocidade máxima de 21 nós.
O Colossus teve um início de carreira tranquilo e passou seus primeiros anos na Frota Doméstica. Com o início da Primeira Guerra Mundial em 1914 integrou a Grande Frota, porém pouco fez durante todo o conflito e passou a maior parte de seu tempo realizando patrulhas de rotina e treinamentos no Mar do Norte. Sua única ação ocorreu na virada de maio para junho de 1916 na Batalha da Jutlândia. Foi considerado obsoleto depois do fim da guerra e colocado na reserva em 1919, sendo usado como navio-escola até ser descomissionado em 1923 e desmontado em 1928.